# کرینی
کرینی (به لاتین: Krini) یک منطقهٔ مسکونی در قبرس شمالی است که در Girne District واقع شده‌است. کرینی ۴۸۴ نفر جمعیت دارد.